# Paratryphera minor
Paratryphera minor är en tvåvingeart som beskrevs av Hiroshi Shima 1980. Paratryphera minor ingår i släktet Paratryphera och familjen parasitflugor. Inga underarter finns listade i Catalogue of Life.